# Трка на 50 метара
Трка на 50 метара спринтерска атлетска дисциплина која се састоји од спринта у правој линији од око 6 секунди. Трка се одржава на отвореном и дворани у правој линији.
Ова трка се званично одржавала на првим великим такмичењима у дворани где се због величине дворане (која је касније прописана) није могла у првацу безбедно одржати дужа трка. Половином 70-их година XX века у дворанама на светским и европским првенствима на програму је и данас десет метара дужа трка на 60 метара. На стадионима најкраћа спринтерска трка је трка на 100 метара.
У овој дисциплини је најважнији старт. Због дужине сале и великих брзина иза циља се обично постављају на зид заштитни „теписи“ да би спречиле евентуалне повреде такмичара.
Трка на 50 метара изводи се само у такмичењима млађих узраста (испод 13 година) и као тест намењен за тестирање квалитета спринта сениора избегавајући претренираност.

## Светски рекорди
Светски рекорди се званично воде само за такмичења у дворани и обично се постижу у фебруару и марту. Тренутни рекорд код мушкараца је 5,56 секунди, а постигао га је Донован Бејли из Канаде у Риноу у Невади 9. фебруара 1996. Код жена рекорд држи Ирина Привалова из СССР у времену 5,96, а постигнут је у Мадриду, 9. јануара 1995.

### Листа најбољих резултата — 50 метара за мушкарце
Ово је листа атлетичара, који су трчали 50 метара у времену испод 5,56 сек. са стањем на дан 15. априла 2013. године. (Напомена: већина атлетичара је по неколико пута истрчало трку у приказаном временском распону. Приказан је само најбољи резултат.)
| #  | Рез.  | Атлетичар       | Рођен               | Држава               | Датум             | Место       |
| -- | ----- | --------------- | ------------------- | -------------------- | ----------------- | ----------- |
| 1. | 5,56+ | Донован Бејли   | 16. децембар 1967.  | Канада               | 9. фебруар 1996   | Рино        |
| 1. | 5,56+ | Морис Грин      | 23. јул 1974.       | Сједињене Државе     | 13. фебруар 1999  | Лос Анђелес |
| 3. | 5,58  | Леонард Скот    | 19. јануар 1990.    | Сједињене Државе     | 26. фебруар 2005  | Лијевен     |
| 4. | 5,61  | Манфред Кокот   | 3. јануар 1948.     | Источна Немачка      | 4. фебруар 1999.  | Берлин      |
| 4. | 5,61  | Џејмс Санфорд   | 27. децембар 1957.  | Сједињене Државе     | 20. фебруар 1981. | Сан Дијего  |
| 4. | 5,61  | Мајкл Грин      | 7. новембар 1970    | Јамајка              | 21. фебруар 1997. | Лијевен     |
| 4. | 5,61  | Деџи Алиу       | 22. новембар 1975   | Нигер                | 21. фебруар 1999  | Лијевен     |
| 4. | 5,61  | Џејсон Гарденер | 18. септембар 1975. | Уједињено Краљевство | 16. фебруар 2000. | Мадрид      |
| 4. | 5,61  | Фреди Мајола    | 1. новембар 1977.   | Куба                 | 16. фебруар 2000. | Мадрид      |

+ Резултат постигнут као пролазно време трке на дужој дистанци
- Бен Џонсон из Канаде постигао је у Отави 13. јануара 1987. светски рекорд 5,05, који је касније поништен због коришћења недозвољених стимулативних средтава.

### Листа најбољих резултата — 50 метара за жене
Ово је листа атлетичарки, које су трчале 50 метара у времену испод 6,10 сек. са стањем на дан 16. априла 2013. године. (Напомена: већина атлетичарки је по неколико пута истрчало трку у приказаном временском распону. Приказан је само најбољи резултат.) 
| #   | Рез.   | Атлетичарка           | Рођена             | Држава           | Датум             | Место   |
| --- | ------ | --------------------- | ------------------ | ---------------- | ----------------- | ------- |
| 1.  | 5,96   | Ирина Привалова       | 22. новембар 1968. | Русија           | 4. фебруар 1994.  | Берлин  |
| 2.  | 6,00   | Мерлин Оти            | 10. мај 1960.      | Јамајка          | 4. фебруар 1994.  | Москва  |
| 3.  | 6,02+  | Гејл Диверс           | 19. новембар 1966. | Сједињене Државе | 21. фебруар 1999  | Лијевен |
| 4.  | 6,04   | Чиома Аџунва          | 25. децембар 1970  | Нигер            | 22. фенбруар 1998 | Лијевен |
| 5   | 6,05   | Севатида Фајнс        | 17. октобар 1974.  | Бахаме           | 13. фебруар 2000. | Лијевен |
| 5   | 6,05   | Филомена Менса        | 11. мај 1975.      | Канада           | 13. фебруар 2000. | Лијевен |
| 7.  | 6,07 * | Гвен Торенс           | 12. јун 1965.      | Сједињене Државе | 9. фебруар 1996.  | Рино    |
| 8.  | 6,08   | Кристи Опара Томпсон  | 2. мај 1970.       | Нигер            | 16. фебруар 1997. | Лијевен |
| 8.  | 6,08   | Вероника Кембел Браун | 15. мај, 1982.     | Јамајка          | 29. јануар 2012.  | Њујорк  |
| 10. | 6,09   | Жана Блок             | 6. јул 1972.       | Украјина         | 2. фебруар 1993.  | Москва  |

+ Резултат постигнут као пролазно време трке на дужој дистанци
- Ангела Исајенко из Канаде постигла је у Отави 13. јануара 1987. светски рекорд 6,06, који је касније поништен због коришћења недозвољених стимулативних средтава.